# 37e cérémonie des Tony Awards
La 37e cérémonie des Tony Awards a eu lieu le 5 juin 1983 au Gershwin Theatre de Broadway et fut retransmise sur CBS. La cérémonie récompensait les productions de Broadway en cours pendant la saison 1983-1984.

## Cérémonie
La cérémonie fut présentée par Richard Burton, Lena Horne et Jack Lemmon.

### Prestations
Lors de la soirée, plusieurs personnalités se sont succédé pour la présentation des prix dont ; George Abbott, Diahann Carroll, David Cassidy, James Coco, Cleavant Derricks, Colleen Dewhurst, Sergio Franchi, Bonnie Franklin, Peter Michael Goetz, Mark Hamill, Cheryl Hartley, Florence Lacey, Frank Langella, Court Miller, Liliane Montevecchi, Jerry Orbach, Jay Patterson, John Rubinstein et Pamela Sousa.
Plusieurs spectacles musicaux présentèrent quelques numéros en live :
- Cats, "Jellicle Songs for Jellicle Cats" - Company/"Memory" - Betty Buckley;
- Merlin, "It's About Magic" - Doug Henning et la troupe;
- My One and Only, "Kicking the Clouds Away" - Tommy Tune et la troupe.

Un hommage spécial fut donné à travers un medley de chansons de George Gershwin. À la fin de la cérémonie, l'Uris Theatre fut officiellement renommé Gershwin Theatre. Parmi les chansons interprétées ; "The Real American Folk Song" par Diahann Carroll, "Stairway to Paradise" par Ben Vereen, "Somebody Loves Me" par Jack Lemmon et Ginger Rogers, "Lady Be Good" par Hal Linden et Ginger Rogers, "Someone to Watch Over Me" par Melissa Manchester, "How Long Has This Been Going On?" par Bonnie Franklin, "Vodka" par Dorothy Loudon, "I've Got Rhythm" par Michele Lee et "There's a Boat dat's Leavin' Soon For New York" par Robert Guillaume.

## Palmarès
| Meilleure pièce | Meilleure comédie musicale |
| --- | --- |
| - Torch Song Trilogy – Harvey Fierstein - Angels Fall – Lanford Wilson - 'night, Mother – Marsha Norman - Plenty – David Hare | - Cats - Blues in the Night - Merlin - My One and Only |
| Meilleure reprise | Meilleur livret |
| - On Your Toes - Tout est bien qui finit bien - Vu du pont - The Caine Mutiny Court-Martial | - T.S. Eliot – Cats - Betty Comden et Adolph Green – A Doll's Life - Richard Levinson et William Link – Merlin - Peter Stone et Timothy S. Mayer – My One and Only                                                                                              |
| Meilleur acteur dans une pièce | Meilleure actrice dans une pièce |
| - Harvey Fierstein – Torch Song Trilogy dans le rôle d'Arnold Beckoff - Jeffrey DeMunn – K2 dans le rôle de Taylor - Edward Herrmann – Plenty dans le rôle de Raymond Brock - Tony Lo Bianco – Vu du pont dans le rôle d'Eddie | - Jessica Tandy – Foxfire dans le rôle d'Annie Nations - Kathy Bates – 'night, Mother dans le rôle de Jessie Cates - Kate Nelligan – Plenty dans le rôle de Susan Traherne - Anne Pitoniak – 'night, Mother dans le rôle de Thelma Cates                        |
| Meilleur acteur dans une comédie musicale | Meilleure actrice dans une comédie musicale |
| - Tommy Tune – My One and Only dans le rôle de Cpt. Billy Buck Chandler - Al Green – Your Arm's Too Short to Box with God dans le rôle de Performer - George Hearn – A Doll's Life dans le rôle de plusieurs personnages - Michael V. Smartt – Porgy and Bess dans le rôle de Porgy                                                               | - Natalia Makarova – On Your Toes dans le rôle de Vera Barnova - Lonette McKee – Show Boat dans le rôle de Julie LaVerne - Chita Rivera – Merlin dans le rôle de The Queen - Twiggy – My One and Only dans le rôle d'Edith Herbert                              |
| Meilleur acteur de second rôle dans une pièce | Meilleure actrice de second rôle dans une pièce |
| - Matthew Broderick – Brighton Beach Memoirs dans le rôle d'Eugene Jerome - Željko Ivanek – Brighton Beach Memoirs dans le rôle de Stanley Jerome - George N. Martin – Plenty dans le rôle de Leonard Darwin - Stephen Moore – Tout est bien qui finit bien dans le rôle de Captaine Parolles                                                     | - Judith Ivey – Steaming dans le rôle de Josie - Elizabeth Franz – Brighton Beach Memoirs dans le rôle de Kate Jerome - Roxanne Hart – Passion dans le rôle de Kate - Margaret Tyzack – Tout est bien qui finit bien dans le rôle de The Countess of Rossillion |
| Meilleur acteur de second rôle dans une comédie musicale | Meilleure actrice de second rôle dans une comédie musicale |
| - Charles "Honi" Coles – My One and Only dans le rôle de Mr. Magix - Harry Groener – Cats dans le rôle de Munkustrap - Stephen Hanan – Cats dans le rôle de plusieurs personnages - Lara Teeter – On Your Toes dans le rôle de Junior | - Betty Buckley – Cats dans le rôle de Grizabella - Christine Andreas – On Your Toes dans le rôle de Frankie Frayne - Karla Burns – Show Boat dans le rôle de Queenie - Denny Dillon – My One and Only dans le rôle de Mickey                                   |
| Meilleure partition originale | Meilleure chorégraphie |
| - Cats – Andrew Lloyd Webber (musique) et T.S. Eliot (paroles) - A Doll's Life – Larry Grossman (musique), Betty Comden et Adolph Green (paroles) - Merlin – Elmer Bernstein (musique) et Don Black (paroles) - Seven Brides for Seven Brothers – Gene de Paul, Al Kasha, Joel Hirschhorn (musique), Johnny Mercer, Kasha et Hirschhorn (paroles) | - Tommy Tune et Thommie Walsh – My One and Only - George Faison – Porgy and Bess - Gillian Lynne – Cats - Donald Saddler – On Your Toes |
| Meilleure mise en scène pour une pièce | Meilleure mise en scène pour une comédie musicale |
| - Gene Saks – Brighton Beach Memoirs - Marshall W. Mason – Angels Fall - Tom Moore – 'night, Mother - Trevor Nunn – Tout est bien qui finit bien | - Trevor Nunn – Cats - Michael Kahn – Show Boat - Ivan Reitman – Merlin - Tommy Tune et Thommie Walsh – My One and Only |
| Meilleurs décors | Meilleurs costumes |
| - Ming Cho Lee – K2 - John Gunter – Tout est bien qui finit bien - David Mitchell – Foxfire - John Napier – Cats | - John Napier – Cats - Lindy Hemming – Tout est bien qui finit bien - Rita Ryack – My One and Only - Patricia Zipprodt – Alice in Wonderland |
| Meilleures lumières | |
| - David Hersey – Cats - Ken Billington – Foxfire - Robert & Beverly Bryan – Tout est bien qui finit bien - Allen Lee Hughes – K2 | |

## Autres récompenses
Le Regional Theatre Tony Award a été décerné à l'Oregon Shakespeare Festival Association.